# Laura Curino
Laura Curino, née le  26 janvier 1956 à Turin est une actrice, metteuse en scène et écrivain italienne, qui appartient au courant du théâtre-récit.

## Biographie
Laura Curino a fondé en 1974 le Laboratorio Teatro Settimo avec le metteur en scène Gabriele Vacis, avec lequel a travaillé aussi Marco Paolini. On lui doit notamment deux spectacles sur la famille Olivetti. Elle est une représentante majeure de la première génération du théâtre-récit.
Laura Curino a eu plusieurs rôles au cinéma, notamment dans La seconda volta de Mimmo Calopresti.